# Monastère d'Ardenica
 (octobre 2024).
Si vous disposez d'ouvrages ou d'articles de référence ou si vous connaissez des sites web de qualité traitant du thème abordé ici, merci de compléter l'article en donnant les références utiles à sa vérifiabilité et en les liant à la section « Notes et références ».
Le monastère de la Nativité de la Théotokos à Ardenica (en albanais : Manastiri Lindja e Hyjlindëses Mari), ou simplement le monastère d'Ardenica (en albanais : Manastiri i Ardenices) est un monastère orthodoxe oriental situé à 18 kilomètres au sud de Lushnjë, en Albanie, le long de la route nationale qui relie Lushnjë à Fier.

## Histoire
Construit par l'empereur byzantin Andronikos II Paléologue en 1282 après la victoire contre les Angevins au siège de Berat, le monastère est célèbre pour le lieu où, en 1451, fut célébré le mariage de Skanderbeg, le héros national de l'Albanie, avec Andronika Arianiti (Donika Kastrioti). 
En 1780, le monastère ouvrit une école théologique pour préparer les clercs à l'orthodoxie grecque. Elle possédait une importante bibliothèque de 32 000 volumes qui fut complètement incendiée par un incendie en 1932.

## Fresques
L'église Sainte-Marie du monastère contient des fresques des frères Kostandin et Athanas Zografi, notamment celle de saint Jean Kukuzelis, né à Durrës, en Albanie.

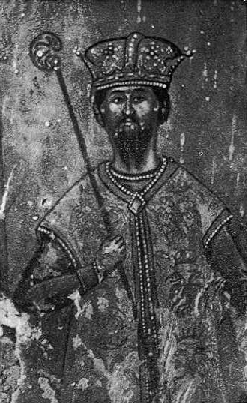
Peinture de Karl Thopia trouvée dans le monastère d'Ardenica.

## Architecture, iconographie et filigranes

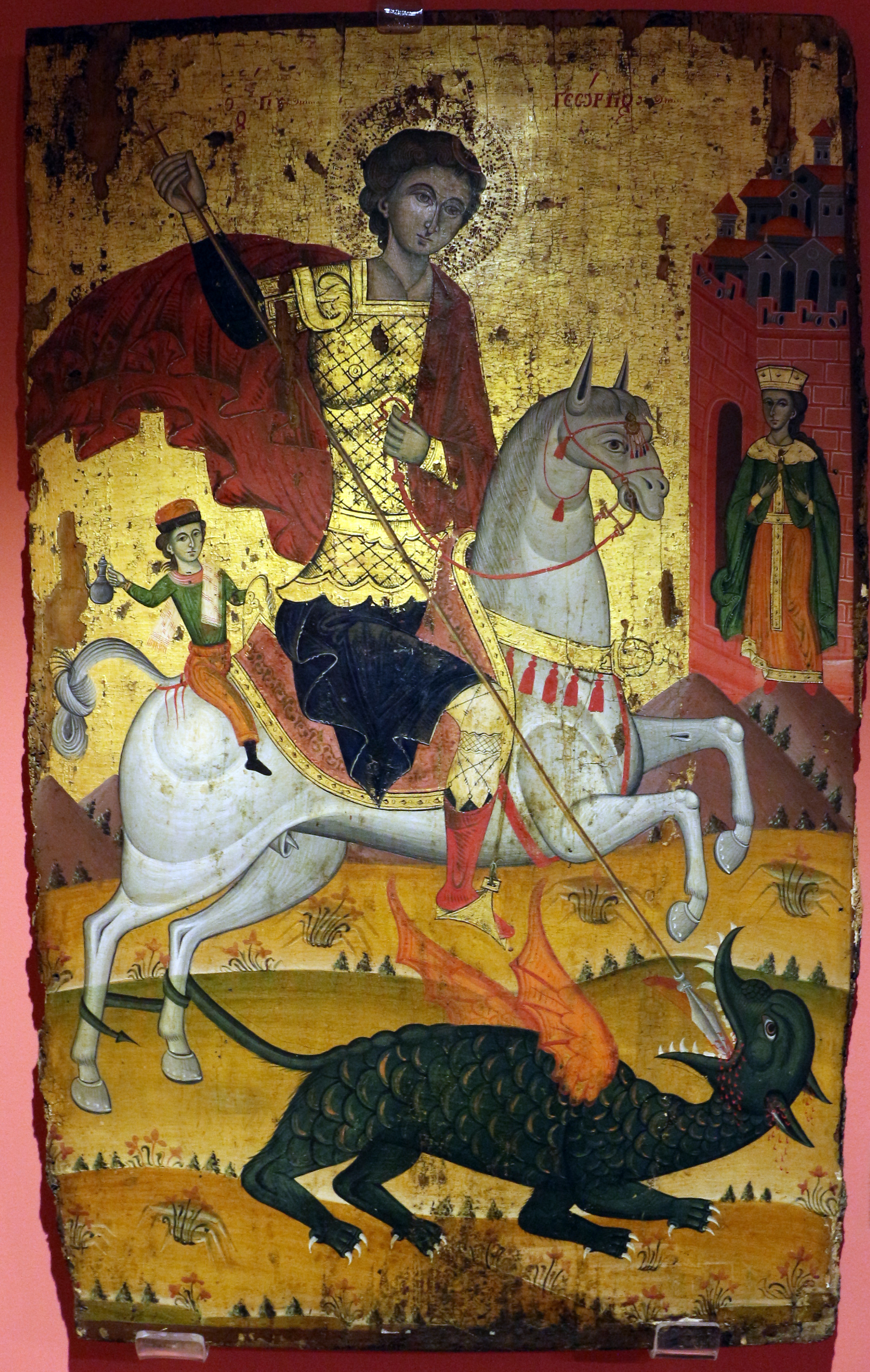
Icône de Saint Georges et le Dragon du XVIIIe siècle par les frères Çetiri, du monastère d'Ardenica, aujourd'hui conservée au Musée national albanais de Tirana.